# Bror Yngve Sjöstedt
Prof. Dr. Bror Yngve Sjöstedt (3 de agosto de 1866, Hjo - 28 de enero de 1948) fue un naturalista sueco.
En 1896, Sjöstedt obtuvo tanto su licenciatura, como su doctorado, en la Universidad de Upsala. Trabajó como asistente en el Statens Entomologiska Anstalt, desde 1897 a 1902, y luego fue profesor y Curador en el Museo Sueco de Historia Natural. Realizó varias expediciones al occidente y al este de África, incluyendo al Kilimanjaro. Editó Wissenschaftliche Ergebnisse der Schwedischen Zoologischen Expedition nach dem Kilimandjaro, dem Meru und umgebenden Massaisteppen Deutsch-Osatafrikas 1905-1906, en dos tomos, Abt. 8. Stockholm: K. Schwed. Akad.(1907–1910)
Estaba casado con la cantante de ópera Rosa Grünberg.

## Algunas publicaciones
- bror yngve Sjöstedt. 1930. Orthopterentypen im Naturhistorischen Reichsmuseum zu Stockholm (Tipos de ortópteros del Museo de Historia Natural en Estocolmo). Arkiv för zoologi. Editor	Almquist & Wiksells Boktryckeri A-B

- -------------------------. 1913. Eine neue Phasmide Palophus Titan: die grösste bisher bekannte geflügelte Orthoptere (Nuevos fagos Palophus titan: el más grande conocido anteriormente alas Orthoptera). Kungl. Svenska vetenskapsakademiens handlingar 50 (6). Editor Almqvist & Wiksells Boktryckeri, 8 pp.

### Libros
- bror yngve Sjöstedt. 1916. Naturhistoriska Riksmuseets historia: dess uppkomst och utveckling (Historia de Museo de Historia Natural: sus orígenes y desarrollo). Con Axel Johan Anderberg, Hjalmar Théel, Einar Lönnberg, Gerhard Holm, Carl Axel Magnus Lindman, Alfred Gabriel Nathorst, Sten Anders Hjalmar Sjögren. 290 pp.

- -------------------------. 1910. Wissenschaftliche Ergebnisse der schwedischen zoologischen Expedition nach dem Kilimandjaro, dem Meru und den umgebenden Massaisteppen Deutsch-Ostafrikas 1905-1906 (Resultados científicos de la expedición sueca zoológica al Kilimanjaro, Meru y los alrededores de Massai África Oriental Alemana 1905-1906.). Vol. 3, N.º 15-22. Editor Tryckt hos P. Palmquists aktiebolag, 70 pp.

- -------------------------. 1905a. Batrachians from Cameroon collected by ... Y. Sjöstedt in 1890-1892. Svenska Vetenskaps-Akademien. Arkiv för Zoologi, &c. 2 (20) 29 pp.

- -------------------------. 1905b. Übersicht der Ergebnisse einer zoologischen Reise in Kamerun, West-Afrika, 1890-1892 (Resumen de los resultados de una visita zoológica en Camerún, África Occidental). 99 pp.

- -------------------------. 1904. Beiträge zur Kenntnis der Insektenfauna von Kamerun (Contribuciones al conocimiento de la fauna de insectos de Camerún). Arkiv för zoologi 2 (5). Con Hans Gebien. 31 pp.
- La abreviatura «Y.Sjöstedt» se emplea para indicar a Bror Yngve Sjöstedt como autoridad en la descripción y clasificación científica de los vegetales.[2]

## Abreviatura (zoología)
La abreviatura Sjöstedt  se emplea para indicar a Bror Yngve Sjöstedt como autoridad en la descripción y taxonomía en zoología.